# Primula denticulata
Espèce
Primula denticulata est une espèce de plantes à fleurs de la famille des Primulacées, originaire de régions alpines humides de l'Asie, de l'Afghanistan à Tibet, la Birmanie et la Chine sud-orientale. C'est une herbacée vivace de plus en plus à 45 cm de haut et large, avec des rosettes de feuilles ovales et robustes tiges roulement sphérique ombelles de fleurs violettes à la fin du printemps et début de l'été. L'épithète spécifique denticulata signifie « petites dents », se référant aux bords des feuilles dentelées.
Un sujet populaire de jardin pour un sol profond humide au soleil ou mi- ombre, P. denticulata et ses cultivars peut être cultivé de la graine. Il a gagné la Prix du Mérite de Jardin de Société Royale d'horticulture.

## Liste des sous-espèces et variétés
Selon Tropicos (17 avril 2020) :
- sous-espèce Primula denticulata subsp. alta (Balf. f. & Forrest) W.W. Sm. & H.R. Fletcher
- sous-espèce Primula denticulata subsp. cyanocephala (Balf. f.) W.W. Sm. & H.R. Fletcher
- sous-espèce Primula denticulata subsp. denticulata
- sous-espèce Primula denticulata subsp. erythrocarpa (Craib) W.W. Sm. & Forrest
- sous-espèce Primula denticulata subsp. sinodenticulata (Balf. f. & Forrest) W.W. Sm.
- sous-espèce Primula denticulata subsp. stolonifera (Balf. f.) W.W. Sm. & Forrest
- variété Primula denticulata var. cachemiriana
- variété Primula denticulata var. erosa Wall.
- variété Primula denticulata var. paucifolia Hook. f.